# Borúth Elemér
Borúth Elemér (családi nevén: Steiger Alajos) (Mád, 1833. január 26. – Sátoraljaújhely, 1886. augusztus 26.) költő, a Petőfi Társaság tagja.

## Élete
Iskoláit Sátoraljaújhelyen, Egerben, Miskolcon, Rozsnyón és Kassán végezte. 1860-ban Nyíregyháza város polgársága tanácsosnak választotta; a provizorium beálltával azonban hivatalát oda hagyta s mint hegyalja-mádi birtokos a szőlőmiveléssel foglalkozott. 1870-től sátoraljaújhelyi lakos és lapszerkesztő volt. 1879-ben a Petőfi Társaság tagjává választotta.

## Munkái
- Borúth költeményei (Pest, 1859.)
- Nyárlevelek – Újabb költeményei (Sátoraljaújhely, 1878.)
- Hátrahagyott művei – Költemények, próza (Budapest, 1887.) Két kötet. fényny. arck. és életrajzzal Szana Tamástól. (Ism. Pesti Hírlap 273. Egyetértés 270. Zemplén 72. Főv. Lapok 270. sz.)

Alapította és szerkesztette a Hegyalja című első Zemplén megyei lapot (1870. jan. 4-től szept. 27-ig) és ennek folytatását (1870. okt. 4-től), a Zemplén című vegyes tartalmú hetilapot, melynek haláláig szerkesztője és tulajdonosa volt (1879-ben Zempléni Lapok címmel járt).
Szépirodalmi munkásságát 1854-ben kezdte az akkori fővárosi lapokban, írt még társadalmi, közgazdasági s tárcacikkeket. Dalai, kivált azok, melyekre Simonffy Kálmán, Szénffy Gusztáv és Kralovánszky Mór zenét alkalmaztak, máig is a nép ajkán élnek, mint a Szomorúfűz ága hajlik a virágra…, Tele van a rózsabokor…, De szépen szól a furulya… stb.
Költeményei a következő lapokban jelentek meg: Hölgyfutár (1857. 1862.), Nővilág (1857.), Napkelet (1857–59.), Szépirod. Közlöny (1857.), Nefelejts (1859. 1869.), Két Garasos Újság (1859.), Vasárnapi Ujság (1859. és hátrahagyott költ. 1887.), Magyarország és Nagyvilág (1876.), Ország Világ (1886.), Főv. Lapok (1865. és hátrahagyott költ. 1887.)